# Tribiano
Tribiano ist eine Gemeinde mit 3778 Einwohnern (Stand 31. Dezember 2023) in der Metropolitanstadt Mailand, Region Lombardei.
Die Nachbarorte von Tribiano sind Paullo, Mediglia, Mulazzano (LO), Colturano und Dresano.

## Bevölkerungsentwicklung
Tribiano zählt 1003 Privathaushalte. Zwischen 1991 und 2001 stieg die Einwohnerzahl von 1193 auf 2234. Dies entspricht einem prozentualen Zuwachs von 87,3 %.